# Josef Linck
Josef Axel Daniel Linck, född 17 mars 1846 i Söderhamn, död 11 maj 1901 i Stockholm, var en svensk tidningsman. Han var son till Fredrik Wilhelm Linck.
Linck blev student vid Uppsala universitet 1863, filosofie kandidat 1875 och filosofie doktor 1890. Han var medarbetare i Vår Tid 1876–77, riksdagsreferent i Nya Dagligt Allehanda 1878 samt medarbetare i denna 1891–97, riksdagsreferent i Dagens Nyheter 1880 och i Fria Ordet 1881, medarbetare i Nya Pressen 1881–82, i Vikingen 1882–86 samt dess redaktör och utgivare 1887–89, medarbetare i Svenska Dagbladet 1889–91, samt riksdagsreferent i Post- och Inrikes Tidningar 1898, 1900, 1901. Han var även verksam som politisk och historisk författare samt översättare. Han använde signaturen Cajus Julius Cæsar.